# Cyrkuł bocheński
Cyrkuł bocheński (niem. Bochnier Kreis) – jednostka administracyjna Cesarstwa Austrii w Królestwie Galicji i Lodomerii w latach 1782–1850 i 1854–1860.

## Historia

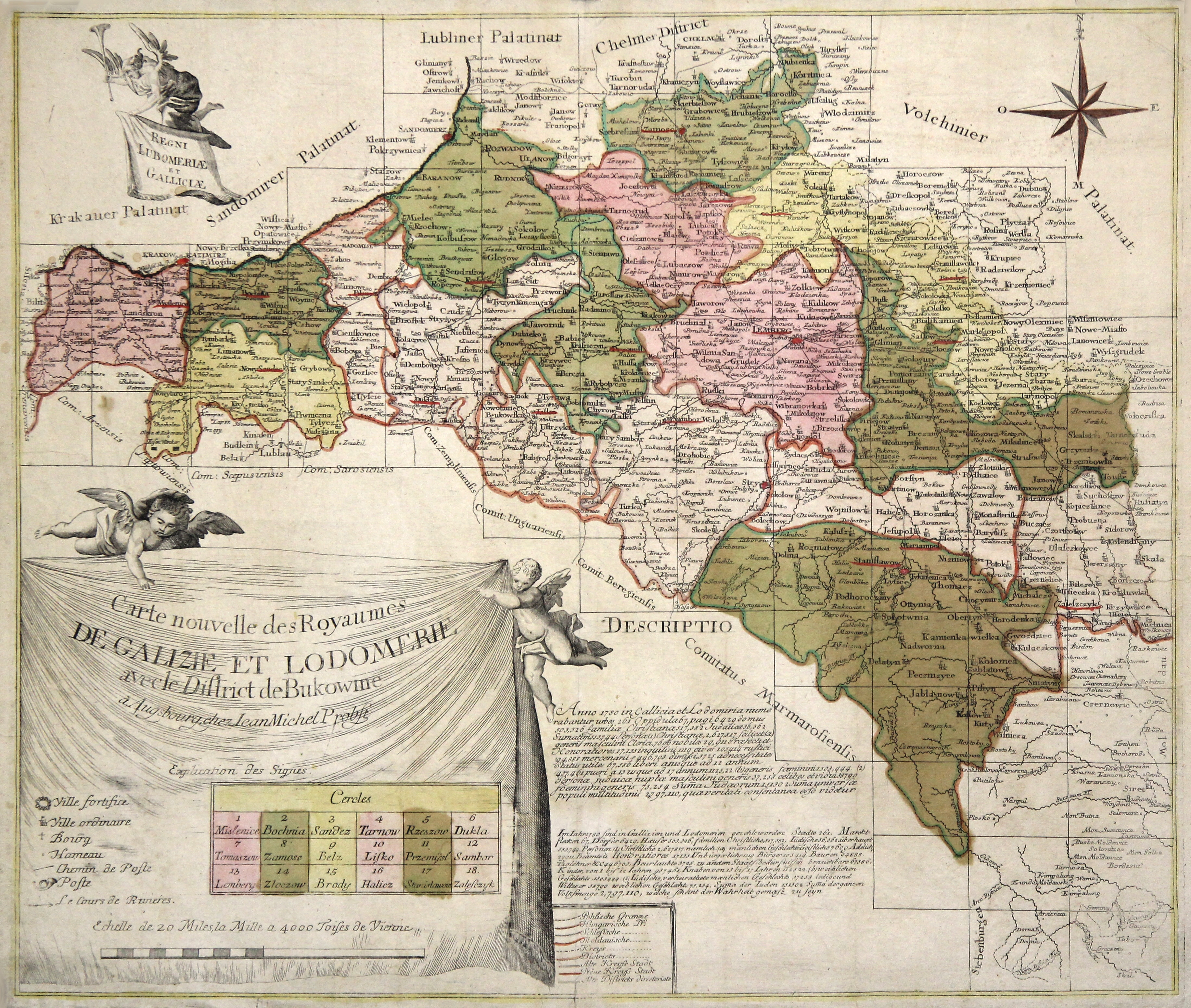
Projekt nowego podziału Galicji na cyrkuły (1780)

Cyrkuł bocheński z siedzibą w Bochni utworzono w 1782 roku na ziemiach polskich zagarniętych przez Austrię podczas I rozbioru w ramach reformy administracyjnej w Galicji.
Już 2 września 1780 kancelaria nadworna wydała dekret, w którym poinformowała gubernatora o nowych decyzjach w sprawie organizacji administracyjnej. Cesarzowa Maria Teresa Habsburg już od dłuższego czasu planowała wprowadzenie reform mających na celu dostosowanie ustroju Galicji do zasad obowiązujących w niemieckich krajach dziedzicznych. Właśnie zapadła kluczowa decyzja o przekształceniu dotychczasowych dystryktów w cyrkuły. W związku z tym polecono rozpoczęcie prac nad opracowaniem planu reorganizacji. Jednocześnie określono główne wytyczne, które miały stanowić podstawę przy tworzeniu tego planu. Szczególny nacisk położono na to, aby siedziby władz cyrkułów znajdowały się możliwie jak najbliżej ich centrum. Choć zalecano, aby obszary poszczególnych cyrkułów były w miarę równe pod względem powierzchni, nie należało traktować tej zasady zbyt rygorystycznie – w przypadku istnienia ważnych powodów możliwe były odstępstwa od równomiernego podziału. Zwrócono również uwagę, że nie powinno się bez wyraźnej potrzeby zmieniać lokalizacji siedzib władz, ponieważ wiązałoby się to z licznymi trudnościami – między innymi z koniecznością przeniesienia archiwów, które przez osiem lat znacznie się rozrosły. Na zakończenie podkreślono wagę odpowiedniego doboru kadry kierowniczej do obsadzenia nowych stanowisk.
Zgodnie z przyjętymi wytycznymi opracowano memoriał z 1 grudnia 1780, w którym przedstawiono projekt nowego podziału administracyjnego Galicji na 18 mniejszych cyrkułów na bazie dotychczasowych osiemnastu dystryktów. Jednym z nich był cyrkuł bocheński, który powstał w oparciu o dotychczasowy dystrykt Wiśnicz (1775–1782), należący do zniesionego cyrkułu wielickiego (1773–1782).
W związku z korektą granic nowych cyrkułów w 1783 roku, z cyrkułu bocheńskiego do cyrkułu sądeckiego włączono południowo-wschodnie połacie w rejonie Lipnicy Wielkiej, Jastrzębi, Przydonicy, Rożnowa i Witowic.
Krótko przed włączeniem do Królestwa Galicji i Lodomerii kraju koronnego Nowa Galicja (co miało miejsce w 1803 roku), istniała koncepcja przyłączenia do Nowej Galicji (West Galizien) cyrkułów myślenickiego, bocheńskiego i sądeckiego z ziem zagarniętych po I rozbiorze (z Galicji właściwej), do czego ostatecznie nie doszło.

### Zniesienie cyrkułów w 1850 roku
Po wydarzeniach rewolucyjnych w latach 1848–1849, które wstrząsnęły Cesarstwem Austriackim, w 1850 roku przeprowadzono istotną reformę administracyjną mającą na celu usprawnienie zarządzania na obszarze Galicji i Lodomerii. W jej ramach cyrkuł czerniowiecki, dotychczas będący częścią Galicji, został wyodrębniony jako osobny kraj koronny. Pozostałe 19 cyrkułów zostało zniesionych i zastąpionych przez trzy okręgi rządowe: Kraków, Lwów i Stanisławów, które podzielono na 63 powiaty (niem. Bezirkshauptmannschaften). Powiaty z kolei były tworzone na podstawie nowych okręgów sądowych, od dwóch do czterech na powiat. Oznaczało to zarazem zniesienie cyrkułu bocheńskiego, którego obszar podzielono między cztery Bezirkshauptmannschaften w składzie okręgu rządowego Kraków:
- Bochnia – z okręgów sądowych: Bochnia, Brzesko, Uście Solne i Wiśnicz,
- Dobczyce – z okręgów sądowych: Dobczyce i Łapanów,
- Podgórze – z okręgów sądowych: Podgórze (alt. Kraków III), Wieliczka, Niepołomice i Skawina[9],
- Tarnów – z okręgów sądowych: Tarnów I, Tarnów II[10], Wojnicz i Zakliczyn.

### Reaktywacja cyrkułów (1854–1865)
Cyrkuł bocheński reaktywowano na mocy rozporządzenia z 24 kwietnia 1854, który przywrócił podział na cyrkuły w granicach sprzed reformy 1849, a które ugrupowano w dwa obszary administracyjne (niem. Verwaltungsgebiete) – Kraków i Lwów. Cyrkuł bocheński wszedł w skład obszaru krakowskiego.
Równocześnie, w ramach reformy uwłaszczeniowej z okresu Wiosny Ludów (1848–1849), która likwidowała jurysdykcję właściciela ziemskiego nad poddanymi, dominium galicjskie – jako podstawowa jednostka administracyjna i filar systemu feudalnego straciło rację bytu. Konieczne stało się zatem wprowadzenie nowego systemu administracyjnego, którego zręby powstały w latach 1851–1855. Utworzono wtedy 179 małych powiatów (niem. Bezirke) i ponad 6000 gmin (niem. Gemeinde). Cyrkuł bocheński podzielono na dziewięć małych Bezirków, podzielonych na 379 gmin:
| Bezirk      | Powierzchnia | Powierzchnia | Ludność | Ludność | Liczba gmin |
| Bezirk      | Mil²         | Km²          | Ogółem  | Os./km² | Liczba gmin |
| ----------- | ------------ | ------------ | ------- | ------- | ----------- |
| Bochnia     | 5,5          | 316,54       | 32.321  | 102,09  | 48          |
| Brzesko     | 4,4          | 253,22       | 25.789  | 101,88  | 41          |
| Dobczyce    | 4,9          | 281,99       | 20.956  | 74,34   | 56          |
| Niepołomice | 3,3          | 189,92       | 20.179  | 106,26  | 32          |
| Podgórze    | 2,1          | 120,86       | 17.744  | 146,83  | 32          |
| Radłów      | 4,9          | 281,99       | 20.956  | 74,34   | 38          |
| Wieliczka   | 2,5          | 143,88       | 23.043  | 160,17  | 48          |
| Wiśnicz     | 5,4          | 310,77       | 26.642  | 85,72   | 39          |
| Wojnicz     | 4,4          | 253,22       | 19.011  | 75,06   | 45          |
| RAZEM       | 37,4         | 2152,39      | 206 641 | 95,98   | 379         |
| ŚREDNIA     | 4,16         | 239,15       | 22.960  | 103,63  | 42,11       |

Cyrkuł bocheński zniesiono 1 maja 1860 roku w ramach polityki ograniczania liczby cyrkułów, a jego terytorium włączono w całości do cyrkułu krakowskiego.